# Třída Parker
Třída Parker byla třída vůdčích lodí torpédoborců britského královského námořnictva z období první světové války. Vznikla jako vylepšení přecházející třídy Marksman. Celkem jich bylo postaveno šest kusů. Ve službě byly v letech 1916–1935. Nasazeny byly za světové války. Jeden byl ztracen po kolizi s jinou lodí. Torpédoborec Anzac od roku 1919 provozovalo australské královské námořnictvo.

## Pozadí vzniku
Celkem bylo v letech 1915–1917 postaveno šest jednotek této třídy. Do stavby se zapojily loděnice Cammell Laird v Birkenheadu a Denny v Dumbartonu.
Jednotky třídy Marksman:
| Jméno                     | Založení kýlu | Spuštěn | Vstup do služby | Osud                                                                                  |
| ------------------------- | ------------- | ------- | --------------- | ------------------------------------------------------------------------------------- |
| HMS Parker (ex Frobisher) | 1915          | 1916    | 1916            | Roku 1921 prodán do šrotu.                                                            |
| HMS Grenville             | 1915          | 1916    | 1916            | Roku 1931 prodán do šrotu.                                                            |
| HMS Hoste                 | 1915          | 1916    | 1916            | Dne 21. prosince 1916 se poblíž Shetland potopil po kolizi s torpédoborcem HMS Negro. |
| HMS Seymour               | 1915          | 1916    | 1916            | Roku 1918 upraven pro nesení 80 námořních min. Roku 1930 prodán do šrotu.             |
| HMS Saumarez              | 1915          | 1916    | 1916            | Roku 1931 prodán do šrotu.                                                            |
| HMS Anzac                 | 1916          | 1917    | 1917            | Roku 1935 prodán do šrotu.                                                            |

## Konstrukce

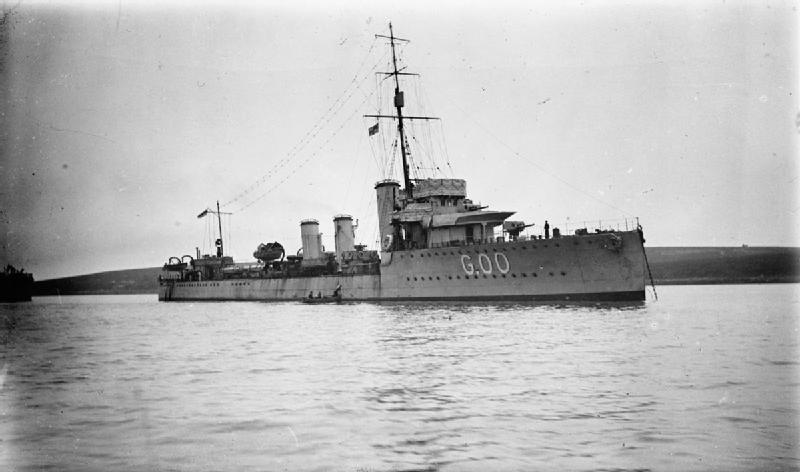
HMS Seymour

Po dokončení nesly čtyři 102mm kanóny, dva 40mm kanóny a dva dvojlavňové 533mm torpédomety. Pohonný systém tvořily čtyři kotle a tři sady turbín o výkonu 36 000 hp, pohánějící tři lodní šrouby. Nejvyšší rychlost dosahovala 34 uzlů. Dosah byl 2500 námořních mil při rychlosti 15 uzlů.